# Dacryodes ebatom
Dacryodes ebatom är en tvåhjärtbladig växtart som beskrevs av Aubrev. & Pellegr.. Dacryodes ebatom ingår i släktet Dacryodes och familjen Burseraceae. Inga underarter finns listade i Catalogue of Life.